# Équipe du Congo masculine de volley-ball
L'équipe du Congo de volley-ball est composée des meilleurs joueurs congolais sélectionnés par la Fédération congolaise de volley-ball. Elle figure au 108e rang dans le classement de la Fédération internationale de volley-ball au 1er octobre 2018.

## Palmarès
- Jeux africains  : 
  - Finaliste : 2015
  - Troisième : 1965